# Adèle Huet
Adèle Huet (1790 à Paris - 1831 à Paris) est une libraire et éditrice française, spécialisée dans le théâtre.

## Biographie
Adélaïde Julie Henriette Huet, dite mademoiselle Huet, ou mademoiselle Huet-Masson, et signant Adèle Huet, est née le 11 mars 1790 à Paris, paroisse Saint-Roch. Ses parents Anne Geneviève Masson (1765-1815) et Jean Charles Huet (vers 1762-vers 1808) deviennent, pendant la Révolution française, libraires et éditeurs spécialisés dans le théâtre. Ils divorcent vers 1800 et poursuivent, chacun de leur côté, leurs commerces. La librairie spécialisée dans le théâtre d'Anne Geneviève Masson est située rue de l’Échelle entre 1801 et 1813 environ,,, puis rue de Richelieu, face à la Comédie française.
Elle meurt à Paris le 22 décembre 1831, à l'âge de 41 ans.

## Carrière
Adèle Huet s'associe avec sa mère pour tenir la libraire et maison d'édition de théâtre situé rue de Richelieu (1814-1816) puis 204 rue Saint-Honoré (1816-1818) et enfin 21 rue de Rohan, au coin de la rue de Rivoli (1818-1823). À la mort de celle-ci en 1815, elle reprend la librairie à son compte, même si son brevet de libraire ne date que de 1820.
Dans les années 1810-1820, la librairie Huet-Masson fait partie des librairies spécialisées en théâtre, avec celle de Jean-Nicolas Barba. Elle fournit notamment le théâtre des Variétés. En 1818, elle signe, avec Armand d'Artois et Emmanuel Théaulon, la comédie vaudeville Le Marquis malgré lui (non publié).
En 1820, Adèle Huet attaque en justice l'éditeur Lefuel pour contrefaçon : celui-ci a publié des extraits de vaudeville de Dupaty, Dupin ou encore Scribe pour lesquels Adèle Huet-Masson a une exclusivité,. Il est condamné à 100 francs d'amende et à la saisie de sa publication.
Parmi les pièces éditées par Adèle Huet, citons notamment :
- La Laitière suisse, de Sewrin et Théophile Dumersan (1815)[12]
- La Mort et le bucheron, d'Eugène Scribe (1815)[13]
- Le Mannequin parlant, de Decour et Rochefort (1816)[14]
- La Rosière de Hartwell, d'Achille d'Artois et Armand d'Artois (1816)[15]
- Le Tambour et la vivandière, de M. J. Gabriel (1816)
- Le Bal à la mode, de Fontanes de Saint-Marcellin et Mme Ledhui (1817)[16]
- Arlequin, seigneur de village, de Rougemont et Sauvage (1817)[17]
- Mademoiselle Hamilton, de Dupon et Sauvage (1817)[18]
- Le Bouquet de Henri IV, d'Adolphe Revel (1818)[19]
- Le Nouveau Nicaise, d'Eugène Scribe (1818)[13]
- Les Bolivars et les Morillos, de Gabriel et Armand (1819)[20]
- Les Vêpres odéoniennes, de Simonnin et Armand (1819)
- Le Roi de village, de Ancelot et Carmouche (1819)
- Les Moissonneurs de la Beauce, de Francis (1821)
- L'Avare en goguettes, d'Eugène Scribe (1823)
- La Caserne, de Paul Ledoux (1823)
- L'Isle des noirs, de Saintine (1823)
- Partie et revanche, de Francis Cornu (1823)
- La Vendange normande, de Gentil (1825)

Elle démissionne en 1825. Son brevet de libraire est repris par André Georges Brunet, (libraire et éditeur de 1825 à 1870), qui intitule son commerce "Grand Magasin de pièces de théâtre, anciennes et nouvelles, de A.-G. Brunet, libraire-éditeur, successeur de Mme Huet".